# Івано-Франківська обласна премія імені Володимира Полєка в галузі краєзнавства
Іва́но-Франкі́вська обласна́ пре́мія і́мені Володи́мира По́лєка в га́лузі краєзна́вства — обласна краєзнавча премія на Івано-Франківщині, заснована і присуджується від 2010 року щорічно окремим краєзнавцям, колективам краєзнавців або краєзнавчим організаціям і установам за вагомий внесок у справу вивчення, збереження і популяризації історико-культурної спадщини рідного краю Прикарпаття, особливий внесок у розвиток різних напрямів краєзнавчих досліджень. Носить ім'я і таким чином вшановує пам'ять відомого краєзнавця, колишнього професора Прикарпатського національного університету ім. В. Стефаника Володимира Полєка.
Премію засновано з ініціативи обласної організації Національної спілки краєзнавців України. Щороку, згідно з Положенням про обласну премію імені Володимира Полєка в галузі краєзнавства, її присуджують трьом лауреатам.  

## Процедура висунення, здобуття і вручення премії
Кандидатури на здобуття премії мають право висувати правління Івано-Франківської обласної, міських та районних організацій НСКУ, наукові установи, навчальні заклади, музеї, архіви, бібліотеки, громадські об'єднання, в яких діють осередки Спілки.
Висунення кандидатур на здобуття обласної премії ім. Володимира Полєка повинно здійснюватись в умовах високої вимогливості, об'єктивного і аргументованого попереднього вивчення краєзнавчої роботи чи краєзнавчих досліджень (монографій, описів путівників, нарисів, довідників, окремих публікацій, циклів статей, сценаріїв, кінофільмів, теле- і радіопередач тощо.
Для розгляду документів, поданих для присудження обласної премії імені Володимира Полєка, та визначення кандидатур для її присвоєння створюється комісія, склад якої затверджується розпорядженнями голів облдержадміністрації та обласної ради. 
Вручення премії відбувається на урочистому пленумі Івано-Франківської обласної організації Національної спілки краєзнавців України.
Особам, які відзначені премією, присвоюється звання «Лауреат обласної премії ім. Володимира Полєка» з врученням диплома, почесного знака і грошової премії (в розмірі 10 тисяч гривень).
У 2023 та 2024 рр. премія не присуджувалася у зв'язку з обмеженням фінансування на період війни.
В 2024 р. Івано-Франківська організація національної спілки краєзнавців на знак 100-річчя В. Т. Полєка заснувала Ювілейну медаль імені В. Т. Полєка.

## Лауреати премії
Першими (2010) лауреатами премії імені Володимира Полєка стали науковці Прикарпатського національного університету ім. Василя Стефаника: доктор історичних наук, професор Володимир Грабовецький, доценти Петро Арсенич і Богдан Гаврилів.
2011:
- Ю. М. Угорчак;
- М. І. Максим'юк;
- історико-краєзнавче об'єднання «Моє місто» у складі З. Й. Жеребецького, І. С. Монолатія, В. С. Іваночка, І. З. Панчишина, Романця Василя Федоровича, З. Б. Федунківа, З. Б. Соколовського, І. М. Бондарева, М. І. Головатого.

2012:
- авторський колектив книги «Покуття» під керівництвом В. Марчука;
- В. С. Великочий;
- І. Коваль.

2013:
- М. М. Габорак;
- В. К. Морозюк;
- В. Я. Харитон.

2014:
- І. М. Миронюк;
- М. В. Сигидин;
- В. Ковтун.

2015:
- М. І. Когутяк;
- В. І. Бабій;
- Б. І. Купчинський.

2016:
- І. І. Дейчаківський;
- Г. В. Карась;
- С. С. Флис.

2017:
- Є. М. Баран;
- І. В. Драбчук;
- В. М. Никифорук.

2018:
- творча група у складі членів Національної спілки краєзнавців України Людмили Бабій, Галини Горбань, Оксани Шаран, Валентини Дволітки (Івано-Франківська обласна універсальна наукова бібліотека імені І. Франка);
- В. П. Глаголюк;
- В. А. Качкан.

2019:
- М. В. Вуянко;
- І. Я. Райківський;
- В. М. Тимків.

2020:
- Роман Киселюк ;
- колектив Івано-Франківського краєзнавчого музею у складі: Галини Беднарчик, Надії Реги, Володимира Смирнова та Ярослава Штиркало;
- М.В. Савчук.

2021:
- В.П. Лесів;
- Я.Ю. Ткачук;
- П.С. Сіреджук.

2022:
- О.С. Тебешевська;
- В.І. Боцюрко;
- О.С. Жерноклеєв та  Соловка Любов.

## Ювілейна медаль імені В. Т. Полєка
2024
літературознавець Євген Баран, 
провідний бібліотекар Надія Галярник,
учений секретар наукової бібліотеки Олег Гуцуляк,
мистецтвознавець Володимир Федорак,
професор Степан Хороб.